# Vierlinden
Vierlinden – gmina w Niemczech, w kraju związkowym Brandenburgia, w powiecie Märkisch-Oderland, wchodzi w skład urzędu Seelow-Land. Leży w pobliżu granicy polsko-niemieckiej, na terenie historycznej ziemi lubuskiej. Przez gminę przebiega droga krajowa nr 1.

## Historia

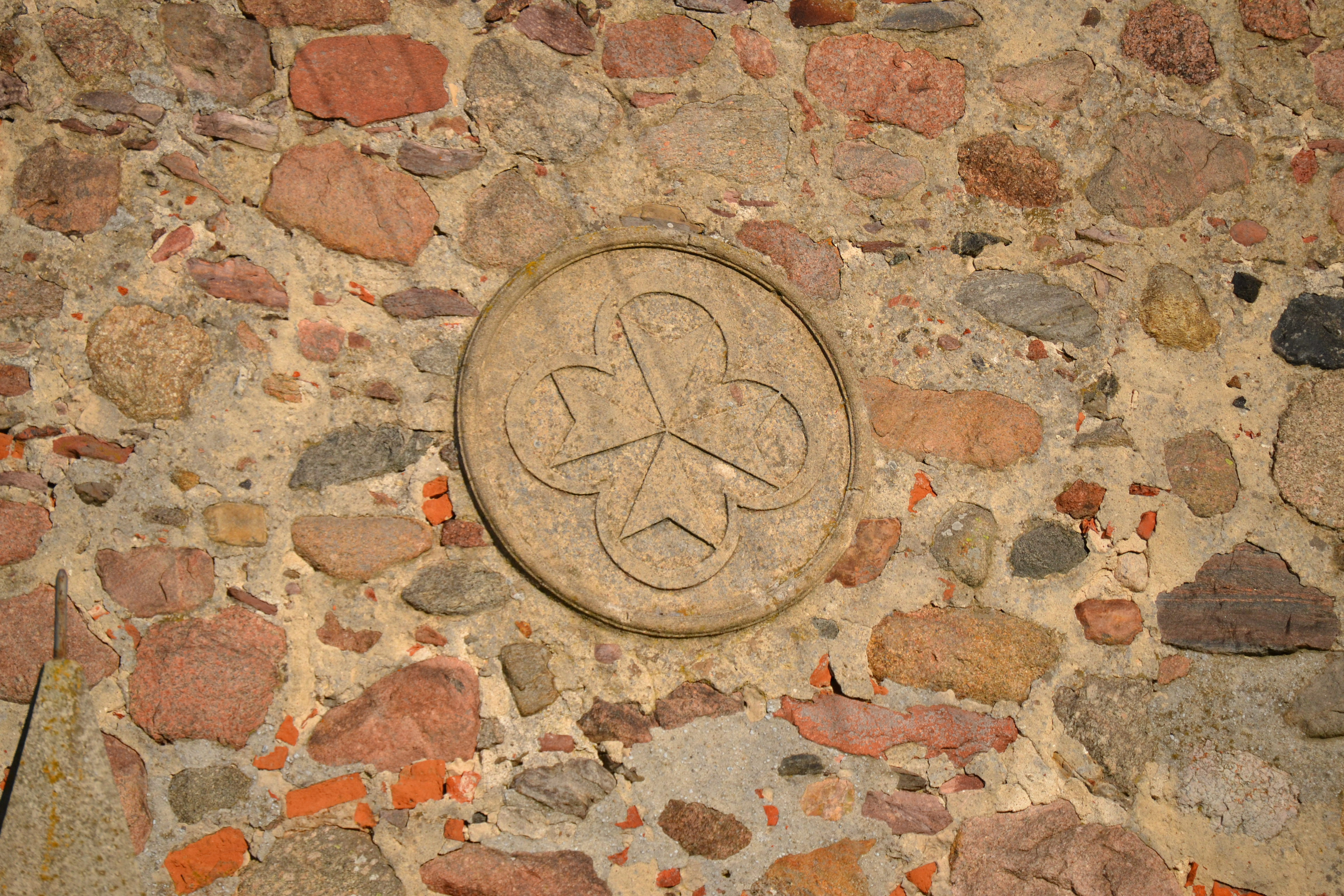
Krzyż maltański – symbol zakonu joannitów, zdobiący kościół w Marxdorf

Za panowania polskiego znajdowały się tu m.in. posiadłości templariuszy oraz, przybyłych z Nowogrodu Bobrzańskiego, kanoników regularnych, nadane przez piastowskich książąt wielkopolskich i śląskich. Templariusze założyli wsie Marxdorf i Neuentempel, a kanonicy regularni Görlsdorf i Worin. Po kasacie zakonu templariuszy ich dobra przeszły w posiadanie joannitów. W późnym średniowieczu Marxdorf, Neuentempel, Görlsdorf, Diedersdorf (hist. pol. Górnica) i Rosenthal podlegały administracyjnie dekanatowi w Münchebergu (pol. Lubiąż) diecezji lubuskiej.
W XVIII w. powstał pałac w Diedersdorf.
Od 1701 cały obszar leżał w granicach Prus, a od 1871 Niemiec.

## Zabytki
- Dawny kościół templariuszy a następnie joannitów w Marxdorf
- Kościół w Görlsdorf z XIV w.
- Zespół pałacowo-parkowy w Diedersdorf
- Kościół w Diedersdorf
- Dwa kamienie ćwierćmilowe oraz kamień półmilowy w Diedersdorf przy drodze krajowej nr 1
- Kościół w Neuentempel
- Kuźnia w Neuentempel
- Kościół w Worin
- Dwór w Worin
- Młyn wodny w Worin
- Kościół we Friedersdorf z XIII w., przebudowany w stylu barokowym w XVIII w.
- Spichlerz we Friedersdorf
- Kościół w Alt Rosenthal z XVII w.

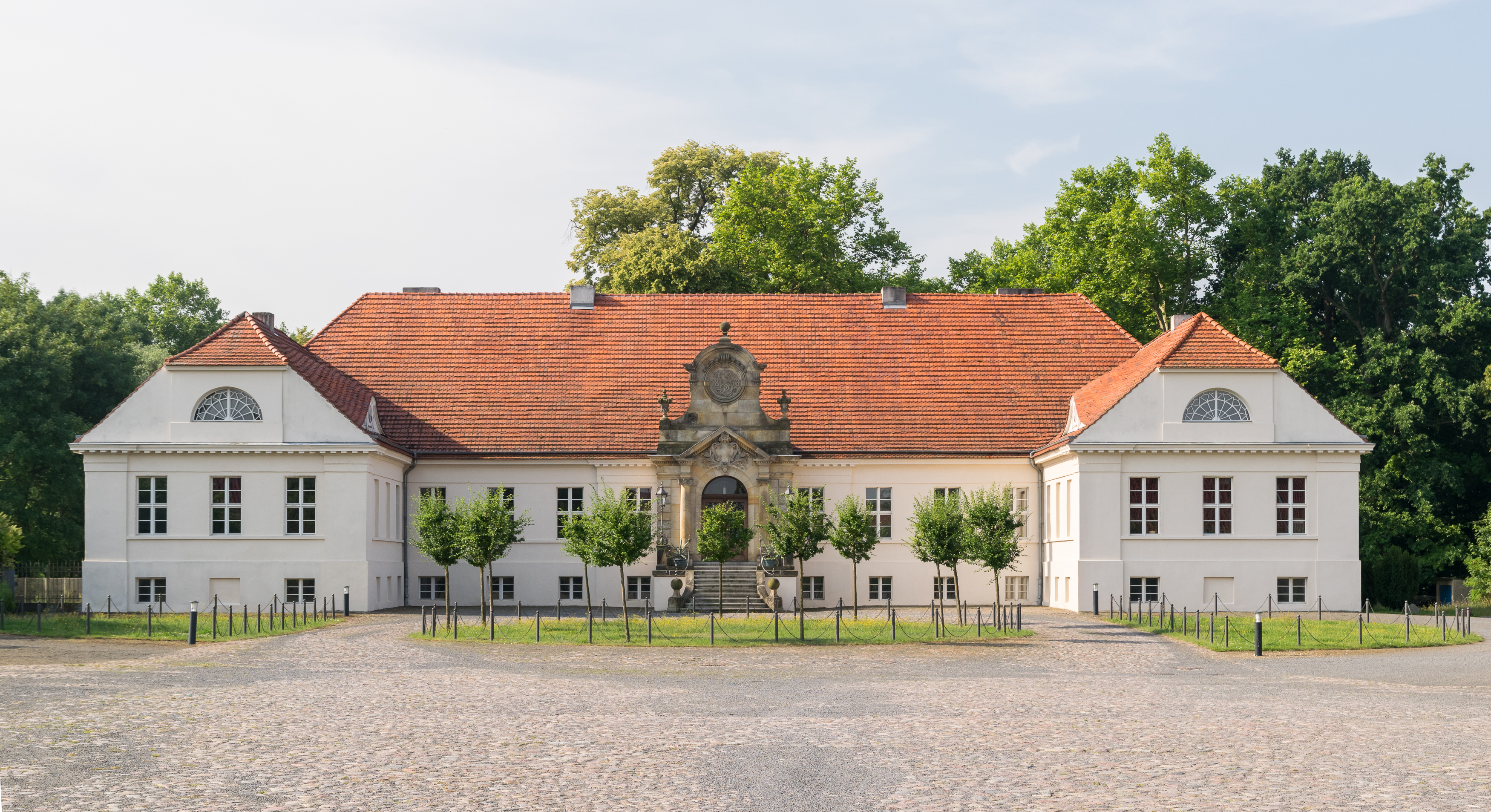
Pałac w Diedersdorf
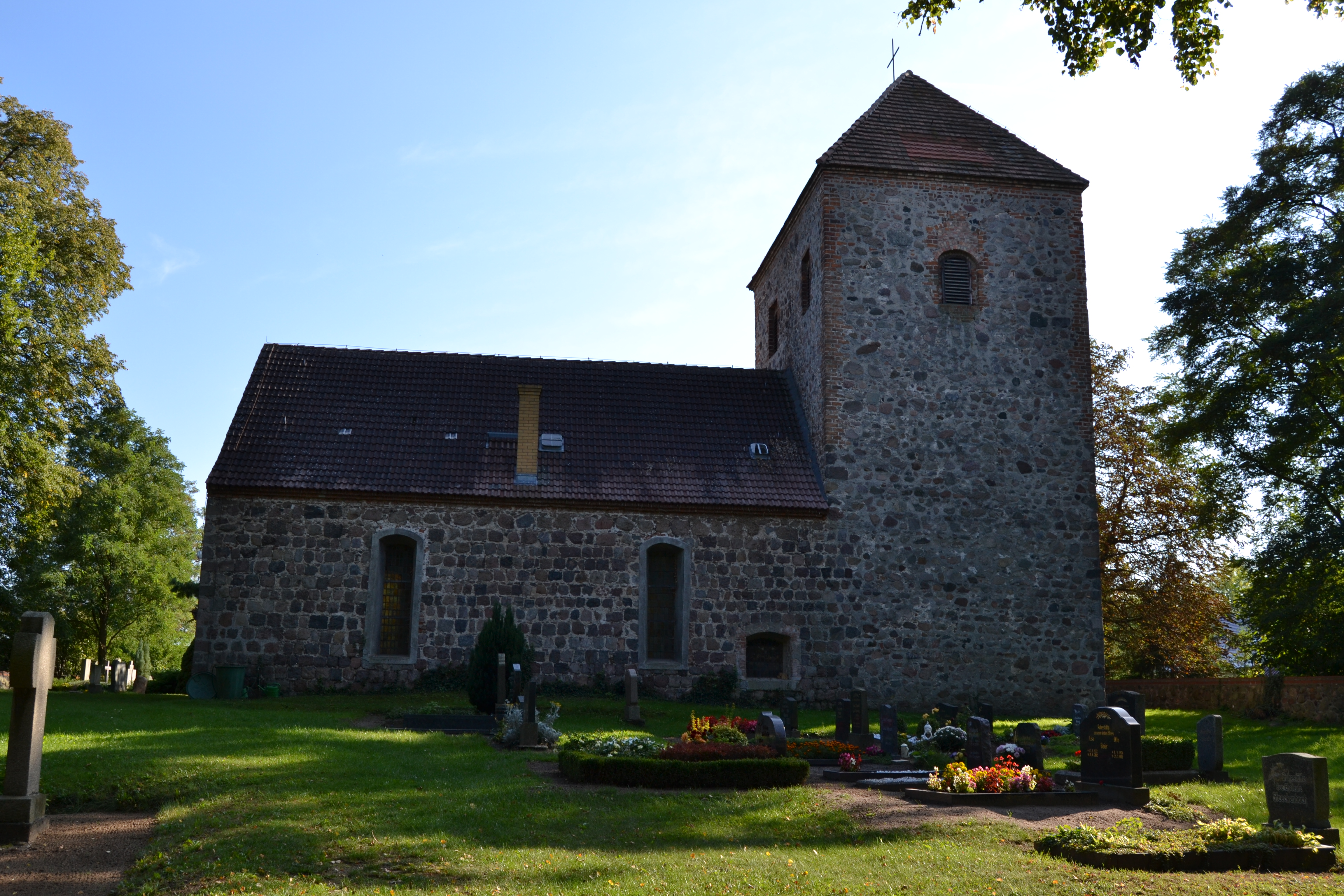
Kościół w Neuentempel
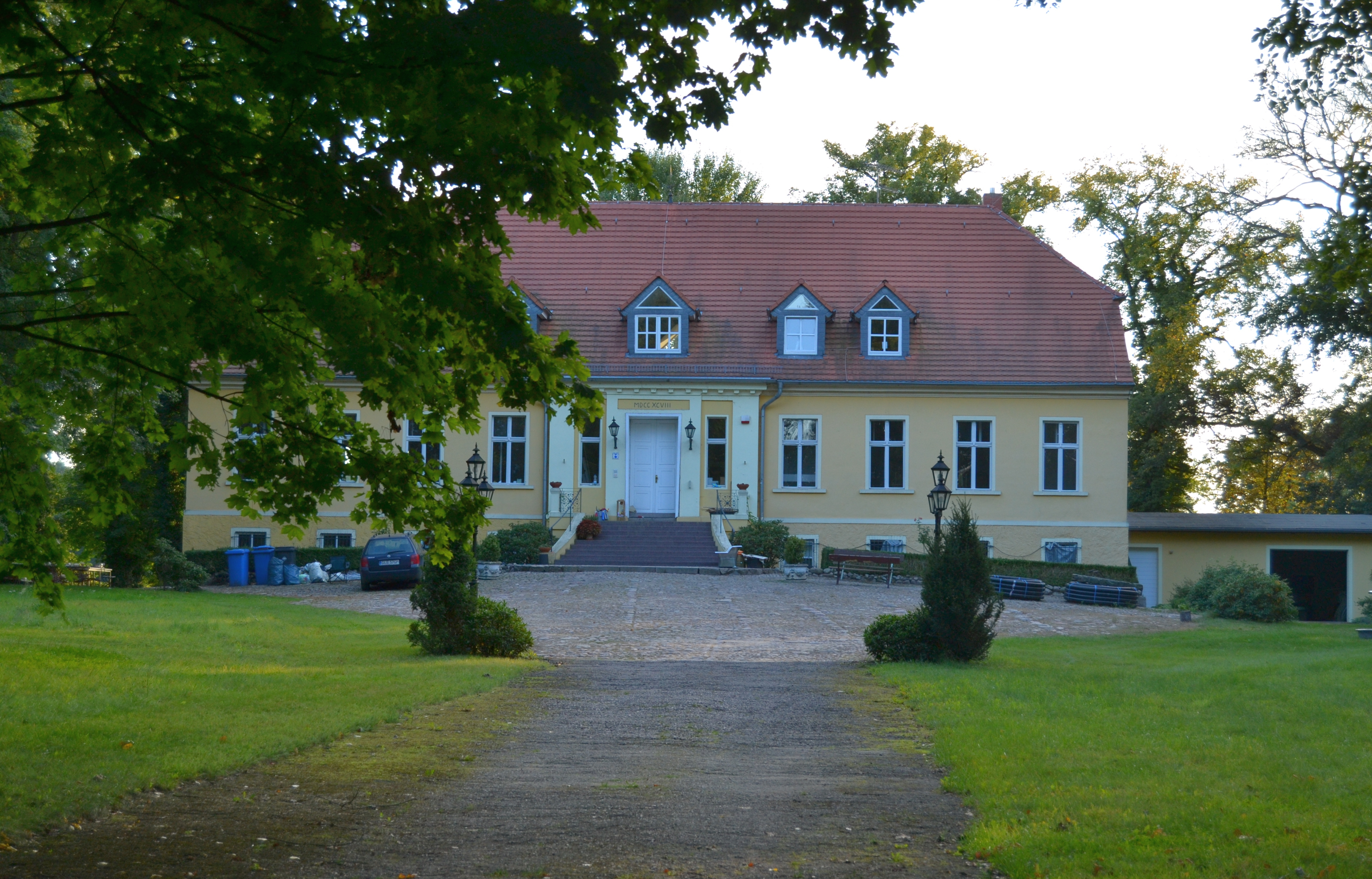
Dwór w Worin
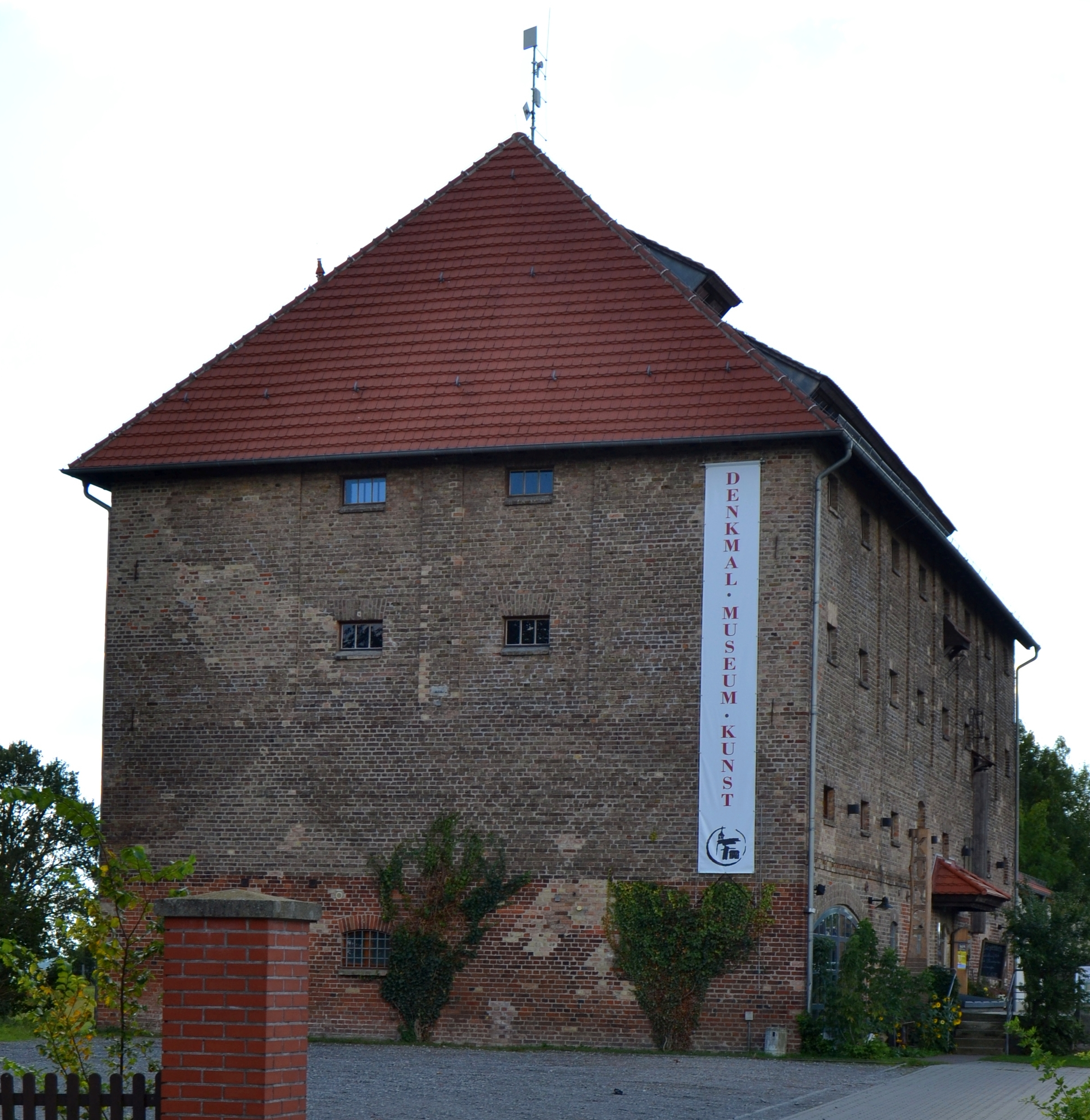
Spichlerz we Friedersdorf

## Demografia
Wykres zmian populacji Vierlinden w granicach z 2013 r. od 1875 r.: